# N860 (België)
De N860 is een gewestweg in de Belgische provincie Luxemburg. Deze weg vormt de verbinding tussen La Roche-en-Ardenne en Houffalize.
De totale lengte van de N860 bedraagt ongeveer 25 kilometer.

## Plaatsen langs de N860
- La Roche-en-Ardenne
- Maboge
- Bérismenil
- Nadrin
- Filly
- Mormont
- Houffalize

## N860a
De N860a is een aftakking van de N860 bij Nadrin. De N860a volgt hierbij de oude route van de N860. De totale lengte van de N860a bedraagt ongeveer 900 meter.